# Semaine sainte à San Cristóbal de La Laguna

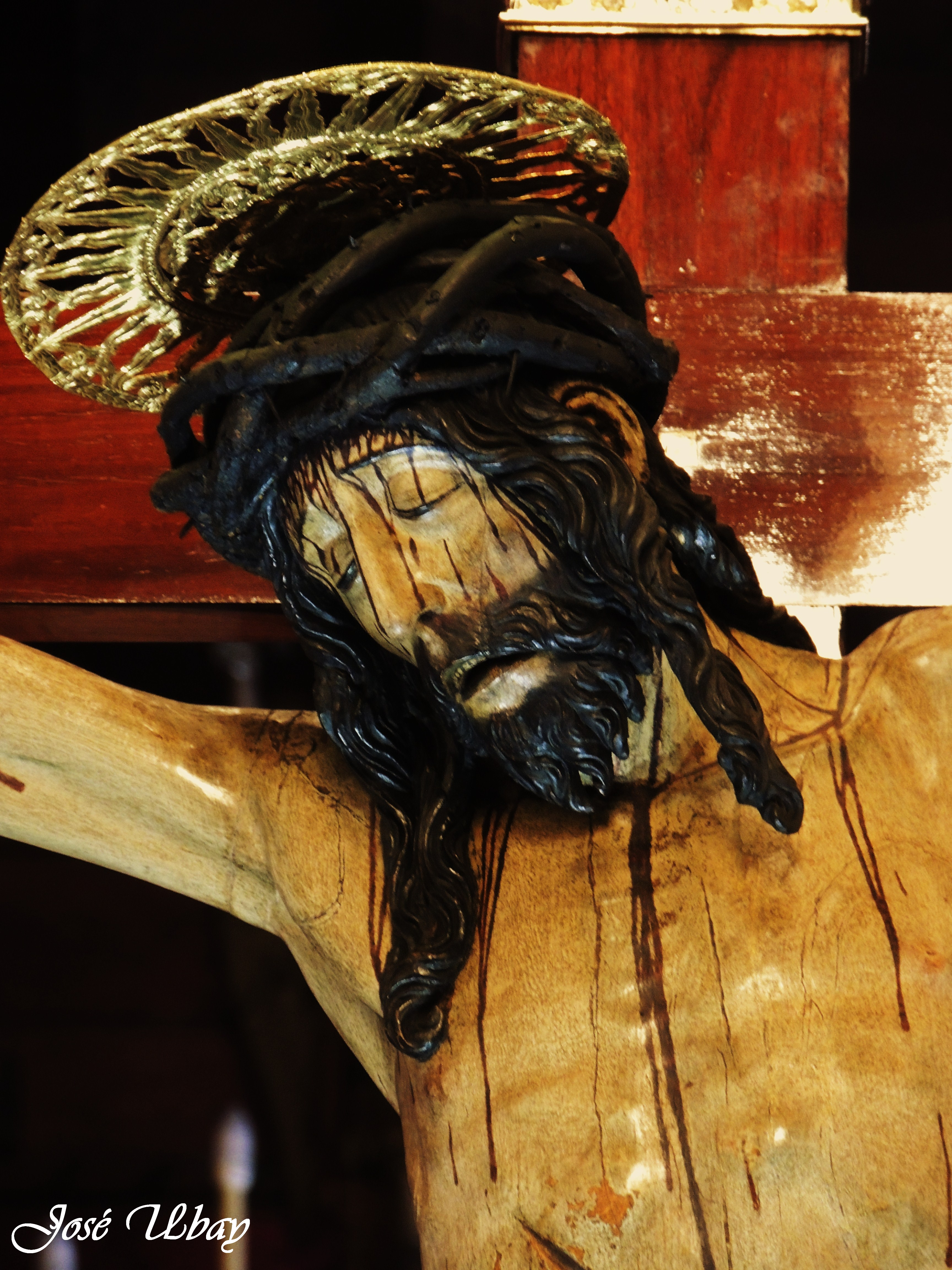
Cristo de La Laguna, le plus célèbre image religieuse de la Semaine Sainte de La Laguna.

La Semaine sainte à San Cristóbal de La Laguna, est un événement traditionnel qui a été répété pendant des siècles au cours de la semaine avant Pâques dans le centre historique de San Cristóbal de La Laguna, une ville située sur l'île de Tenerife, en Espagne. Est considérée la plus grande Semaine sainte des îles Canaries.
Pendant les célébrations sont transportées à travers les rues des défilés de la ville et les processions de statues qui rappellent la Passion du Christ et des objets de grande valeur historique et artistique, en particulier de l'orfèvrerie. 

## Histoire
La célébration de Semaine sainte a probablement commencé avec la conquête espagnole et la célébration systématique est attestée dès la deuxième décennie du XVIe siècle. Il est le plus ancien parmi les événements analogues ayant lieu dans l'archipel. 
L'information bibliographique et documentaire dont nous disposons aujourd'hui nous conduit à soutenir l'ancienneté de la Confrérie du Sang, dont la procession pénitentielle du Jeudi Saint serait jusqu'à la fin du XVIe siècle, le seul, ce gars-là qui marchait dans les rues de La Laguna dans les jours de la Semaine sainte.
Comme la ville n’avait pas de siège épiscopal avant le XIXe siècle, les processions se limitaient aux paroisses auxquelles elles appartenaient. Plus tard, la cathédrale a été incluse dans les processions processionnelles et la procession des processions a été étendue en dehors des limites paroissiales. En fait, toutes les confréries et fraternités de la Passion de la Semaine Sainte à La Laguna effectuent une saison de pénitence dans la cathédrale tout au long de la Semaine Sainte.
Le rétablissement du diocèse de San Cristóbal de La Laguna en 1877 et la reconstruction de la cathédrale de Notre-Dame des Remèdes en 1913 marquent une résurgence de la vie des confréries de la ville, dont le rôle était essentiel pour la configuration de la Semaine Sainte telle qu'elle est célébrée aujourd'hui, avec la création de la Procesión Magna en 1927, la Procesión de la Madrugada en 1933 ou la première pregón de la Semaine Sainte en 1949.
En 1953, le Junta de Hermandades y Cofradías de La Laguna, qui se compose de 26 confréries, le Conseil a été fondé dans le but non seulement de coordonner les activités de la Semaine Sainte, mais aussi d'organiser d'autres célébrations a été fondée avec l'administration diocésaine. Une autre tâche du conseil est de représenter publiquement les intérêts des fraternités.
Il est actuellement en cours de traitement par le conseil municipal, le diocèse et l'association entre les confréries de la ville pour la reconnaissance comme un événement d'intérêt national.

## Confréries

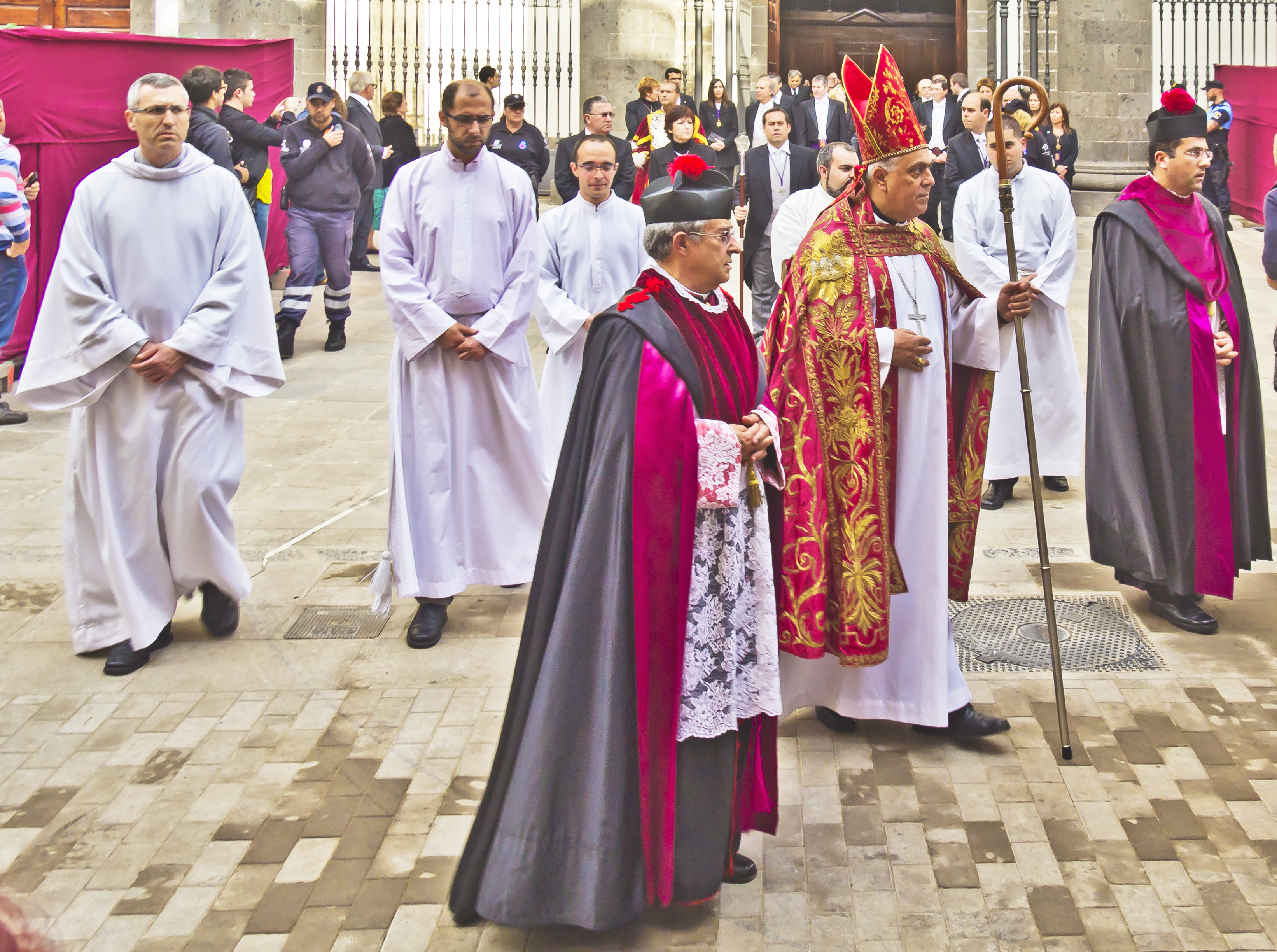
Bernardo Álvarez Afonso, évêque de San Cristóbal de La Laguna lors de la procession de 2014.

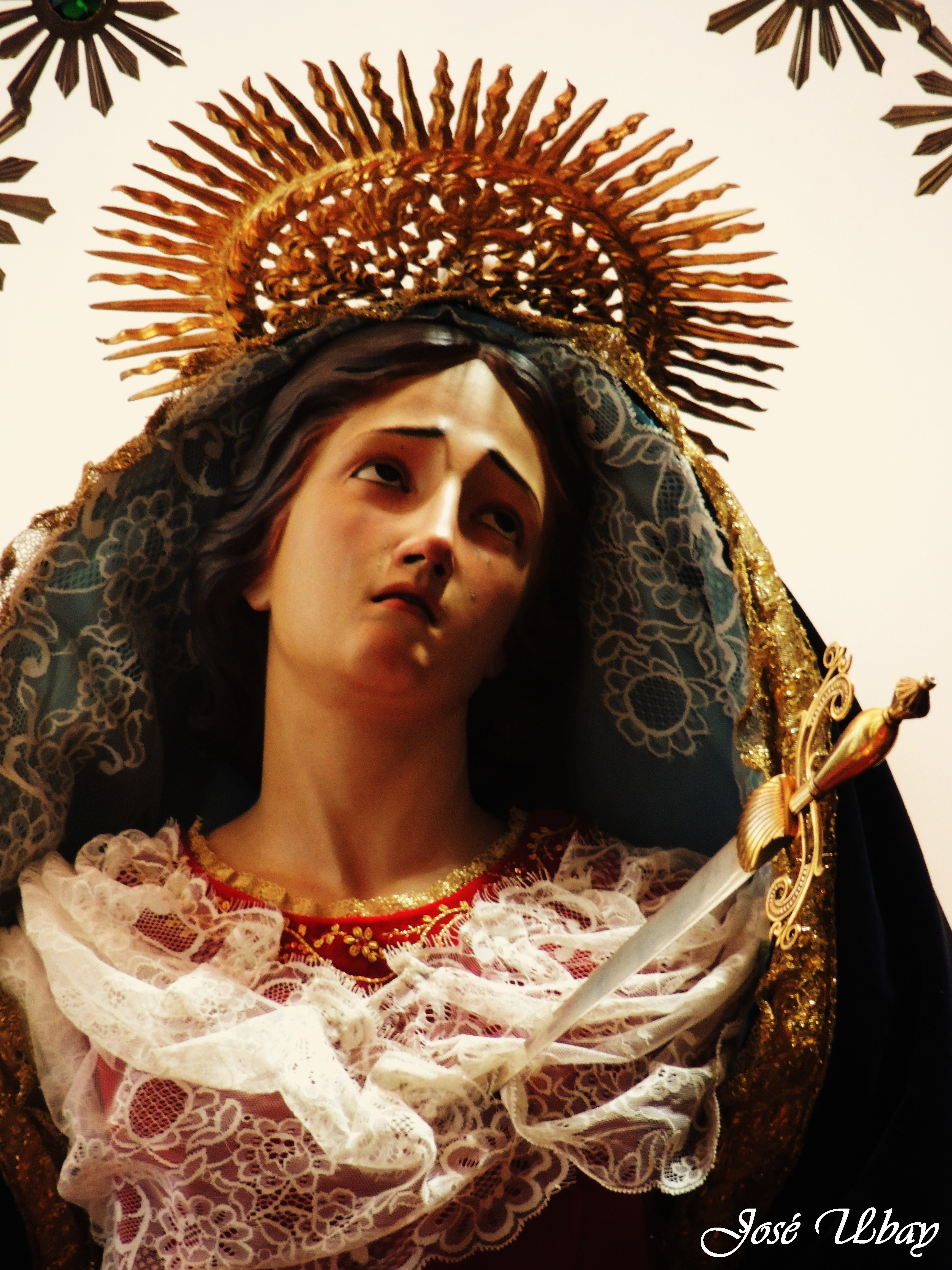
Notre-Dame des Douleurs, il a trouvé dans l'église de la Concepción.

- Cofradía del Santísimo Cristo de Burgos y de Nuestra Señora de la Cinta
- Cofradía del Santísimo Cristo del Rescate y Nuestra Señora de los Dolores
- Cofradía de la Entrada de Jesús en Jerusalén
- Real Hermandad y Cofradía de Nuestro Padre Jesús de la Sentencia y María Santísima de la Amargura
- Cofradía del Cristo de las Caídas
- Hermandad del Cristo del Amor Misericordioso y Servidores del Templo
- Venerable Orden Tercera Franciscana y Hermandad Franciscana de la Oración en el Huerto
- Cofradía de las Insignias de la Pasión del Señor y la Soledad de María Santísima
- Real, Muy Ilustre y Capitular Cofradía de la Flagelación de Nuestro Señor Jesucristo, Nuestra Señora de las Angustias y Santísimo Cristo de los Remedios
- Hermandad del Santísimo de la Iglesia de la Concepción
- Cofradía de la Verónica y la Santa Faz
- Cofradía de Nuestro Padre Jesús Nazareno y Nuestra Señora de la Soledad
- Muy Antigua y Venerable Hermandad de la Sangre de Cristo y la Santa Cruz
- Hermandad del Santísimo de la Santa Iglesia Catedral de La Laguna y su Sección Penitencial
- Cofradía de la Misericordia
- Cofradía Penitencial de la Unción y Mortaja de Cristo
- Venerable Hermandad del Santísimo Rosario, Nuestra Señora de la Soledad y Santísimo Cristo Resucitado
- Venerable Hermandad Sacramental de San Lázaro y Cofradía Penitencial del Santísimo Cristo del Calvario y María Santísima de los Dolores
- Pontificia, Real y Venerable Esclavitud del Santísimo Cristo de La Laguna
- Cofradía de Nuestra Señora de la Piedad y del Lignum Crucis